# 잭슨 리처드슨
잭슨 모이즈 리처드슨(프랑스어: Jackson Moïse Richardson, 1969년 6월 14일~)은 프랑스의 핸드볼 선수, 지도자로 현역 시절 포지션은 센터백이다. 1990년대와 2000년대 프랑스의 주요 핸드볼 선수 중 한 명으로 프랑스와 독일, 스페인에서 프로 선수 생활을 하였다. 2005년에 스페인 핸드볼팀인 PSA 팜플로나 소속으로 유럽 챔피언스리그 우승을 달성했으며, 프랑스 리그와 스페인 리그에서 2회씩 우승을 차지했다. 1995년에는 핸드볼 개인상 중 최고의 영예인 국제 핸드볼 연맹 선정 올해의 선수상을 받았다. 
프랑스 국가대표팀 소속으로 국제 대회에 참가하였으며, 총 417경기에 출전하여 775골을 기록했다. 그의 출전 기록은 프랑스 핸드볼 국가대표 선수 중 가장 많은 국제 경기에 출전한 기록이다. 1992년 하계 올림픽에서 동메달을 획득했고, 1995년과 2001년에 세계 선수권 대회 우승을 달성했다.
은퇴 후인 2014년 자신이 현역 시절에 선수로 뛰었던 샹베리 사부아 몽블랑 앙드발의 감독 대행이 되어 핸드볼 감독 생활을 시작했고, 2015년부터 2018년까지 프랑스 2부 리그 팀인 디종 메트로폴 앙드발의 감독을 맡았다. 이후 2017년부터 2018년까지 가봉 대표팀의 감독을 맡았다. 2020년 하계 올림픽에서 우승한 프랑스 핸드볼 국가대표 선수인 멜빈 리처드슨은 그의 아들이다.